# Chim sâu ngực xám
Chim sâu ngực xám hay chim sâu bụng cam (danh pháp hai phần: Dicaeum trigonostigma) là một loài chim lá thuộc chi Dicaeum trong họ Chim sâu. Loài này được tìm thấy tại Bangladesh, Brunei, Ấn Độ, Indonesia, Malaysia, Myanmar, Philippines, Singapore, và Thái Lan.
Môi trường sống tự nhiên của nó là rừng đất thấp nhiệt đới hoặc cận nhiệt đới ẩm, rừng ngập mặn cận nhiệt đới hoặc nhiệt đới, rừng núi cận nhiệt đới hoặc nhiệt đới ẩm.

## Hình ảnh

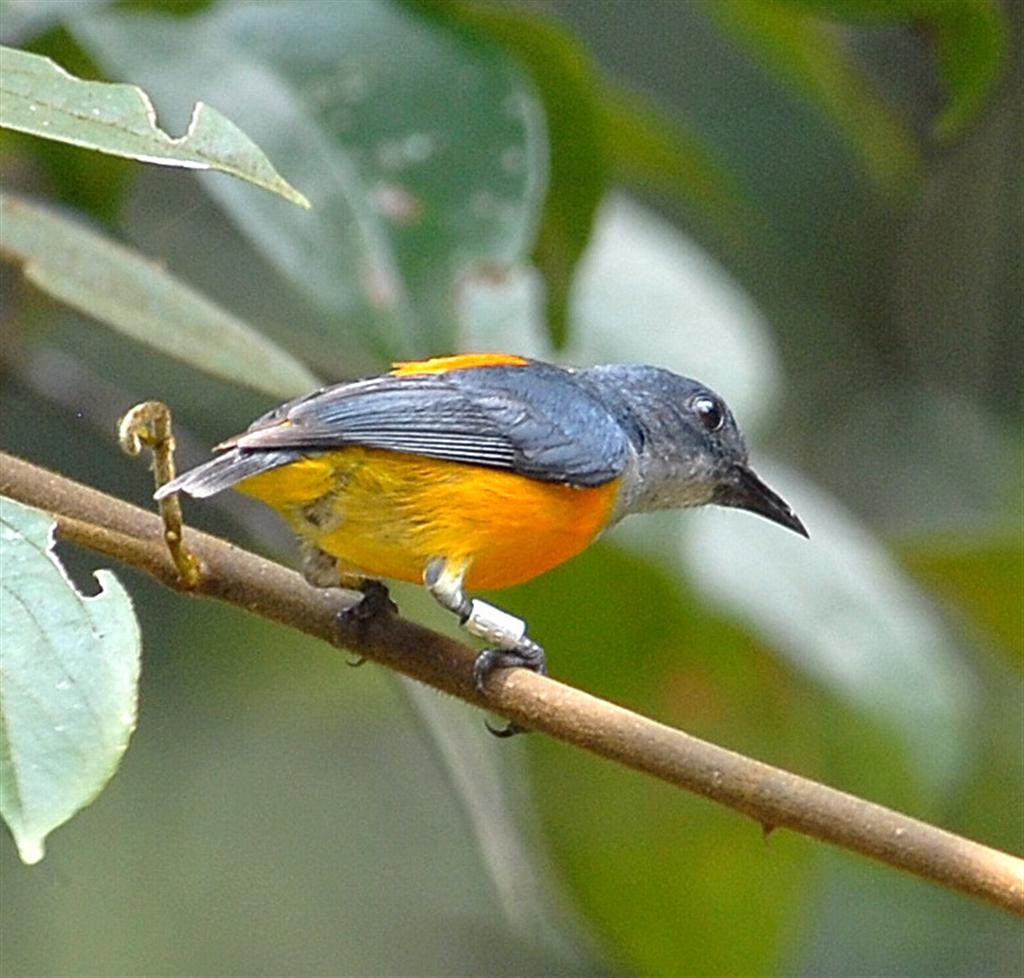
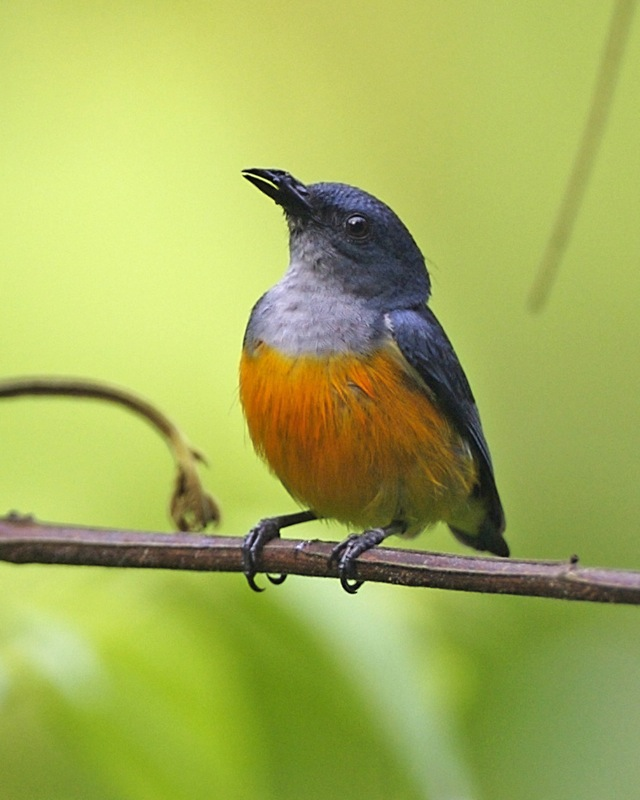